# Пурулия (округ)
Пурулия (англ. Purulia, бенг. পুরুলিয়া জেলা) — округ в индийском штате Западная Бенгалия. Образован в 1956 году. Административный центр округа — Пурулия.
По данным всеиндийской переписи 2001 года население округа Пурулия составляло 2 536 516 человек, из них индуистов — 2 116 037 (83,42 %), мусульман — 180 694 (7,12 %), христиан — 7008 (0,28 %), джайнов — 2221 (0,09 %), сикхов — 604 и буддистов — 185 человек.